# سو بيل كوب
سو بيل كوب (بالإنجليزية: Sue Bell Cobb)‏ هي قاضية ومحامية أمريكية، ولدت في 1 مارس 1956 في لويفيل في الولايات المتحدة.

## وصلات خارجية
- الموقع الرسمي
- سو بيل كوب على موقع إن إن دي بي (الإنجليزية)